# Silent Tongue
Silent Tongue è un film del 1993 diretto da Sam Shepard.
La pellicola, su un soggetto e con sceneggiataura dello stesso regista, ha come protagonisti Richard Harris e River Phoenix.

## Trama
Il giovane Talbot Roe è impazzito per la morte dell'amata moglie, la nativa americana Silent Tongue, pertanto si rifiuta di abbandonare e seppellire il suo corpo. L'unico che aiuterà Talbot a superare il dolore ed a rinsavire sarà il vecchio padre.

## Produzione
Il film fu prodotto dalla Belbo Films, da Canal+ e dalla Mire.

## Distribuzione
La pellicola fu presentata al Sundance Film Festival 1993, per poi essere distribuita nelle sale statunitensi il 1º febbraio 1994 e in quelle inglesi il 25 gennaio 1995. In Italia è inedito.